# Rimbach-près-Masevaux
Rimbach-près-Masevaux (deutsch Rimbach bei Masmünster) ist eine französische Gemeinde mit 433 Einwohnern (Stand 1. Januar 2022) im Département Haut-Rhin in der Region Grand Est (bis 2015 Elsass). Sie gehört zum Arrondissement Thann-Guebwiller, zum Kanton Masevaux-Niederbruck und zum 2001 gegründeten Gemeindeverband Vallée de la Doller et Soultzbach.

## Geografie
Die Gemeinde Rimbach-près-Masevaux liegt in den südöstlichen Vogesen. Das zum Regionalen Naturpark Ballons des Vosges gehörende Gemeindegebiet umfasst einen Abschnitt des Seebachtales inklusive der Seitentäler. Der Seebach mündet in der südlichen Nachbargemeinde Oberbruck in die Doller. Von Oberbruck im Dollertal führt die einzige ganzjährig befahrbare Straße nach Rimbach-près-Masevaux. Die Rimbach umgebenden Höhen liegen zum Teil über 1000 m Meereshöhe (Rossberg 1191 m, Stiftkopf 1054 m, Tête des Perches 1222 m). Letztgenannter Gipfel ist Teil des Vogesenkammes, der zum Département Vosges überleitet.
Zu Rimbach gehört der Ortsteil Ermensbach im Neuweiherbachtal.
Nachbargemeinden von Rimbach sind Storckensohn und Mollau im Norden, Mitzach und Moosch im Nordosten, Wegscheid im Südosten, Oberbruck im Süden sowie Saint-Maurice-sur-Moselle im Nordwesten.

## Bevölkerungsentwicklung
| Jahr      | 1962 | 1968 | 1975 | 1982 | 1990 | 1999 | 2007 | 2017 |
| --------- | ---- | ---- | ---- | ---- | ---- | ---- | ---- | ---- |
| Einwohner | 453  | 477  | 444  | 435  | 456  | 503  | 502  | 464  |

## Sehenswürdigkeiten
- Kirche St. Augustin aus dem Jahr 1848

|  |  |